# Darya Naumava
Darya Siarheyeuna Naumava (26 de agosto de 1995) é uma halterofilista bielorrussa, medalhista olímpica. 

## Carreira
Darya Naumava competiu na Rio 2016, onde conquistou a medalha de prata na categoria até 75 kg.